# Jana Pallaske
Jana Pallaske (Berlino, 20 maggio 1979) è un'attrice e cantante tedesca, membro della band Spitting of tall buildings.

## Biografia
La sua prima apparizione televisiva è stata in Alaska.de (2000), dove ha ottenuto un ruolo minore. In seguito ha iniziato a recitare in numerosi film come Love in thoughts (2003), Palermo Shooting (2008), Fuck you, prof! (2013) e Lassie torna a casa (2021).

## Filmografia
- Alaska.de, regia di Esther Gronenborn  (2000)
- Eurotrip, regia di Jeff Schaffer  (2004)
- Fuck you, prof!, regia di Bora Dağtekin (2013)
- Fuck you, prof! 2, regia di Bora Dağtekin (2015)
- Fuck you, prof! 3, regia di Bora Dağtekin (2017)
- Lassie, torna a casa (Lassie – Eine abenteuerliche Reise), regia di Hanno Olderdissen (2020)